# Get Happy
Get Happy est une chanson écrite par Ted Koehler et composée par Harold Arlen. 
Elle a été présentée pour la première fois dans la comédie musicale The Nine-Fifteen Review, créée à Broadway en 1930. C'était la chanson finale du premier acte.
Plus tard, la chanson fut utilisée pour le final du film musical La Jolie Fermière, avec Judy Garland et Gene Kelly, sorti en août 1950,,. (Elle a été interprétée par Judy Garland et devenue l'une de ses chansons phares.)

## Accolades
La chanson (dans la version du film La Jolie Fermière, sorti en 1950, où elle a été chantée par Judy Garland) est classée 61e dans la liste des « 100 plus grandes chansons du cinéma américain » selon l'American Film Institute (AFI).